# San José del Carmen, Tabasco
San José del Carmen är en ort i Mexiko.   Den ligger i kommunen Centla och delstaten Tabasco, i den sydöstra delen av landet, 700 km öster om huvudstaden Mexico City. San José del Carmen ligger 3 meter över havet och antalet invånare är 519.
Terrängen runt San José del Carmen är mycket platt. Runt San José del Carmen är det ganska glesbefolkat, med 32 invånare per kvadratkilometer. Närmaste större samhälle är Ignacio Allende, 7,2 km sydväst om San José del Carmen. Trakten runt San José del Carmen består till största delen av jordbruksmark.